# Société Notre-Dame de Montréal

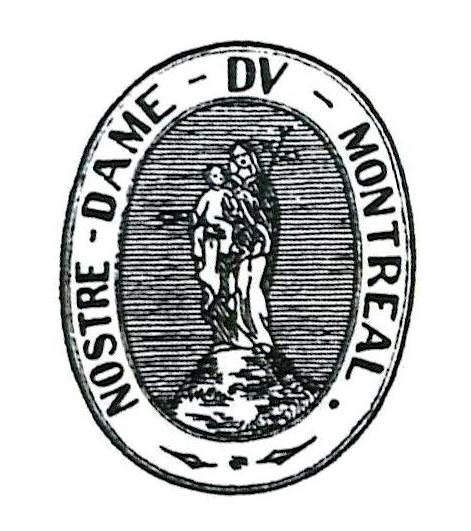
Siegel der Gemeinschaft

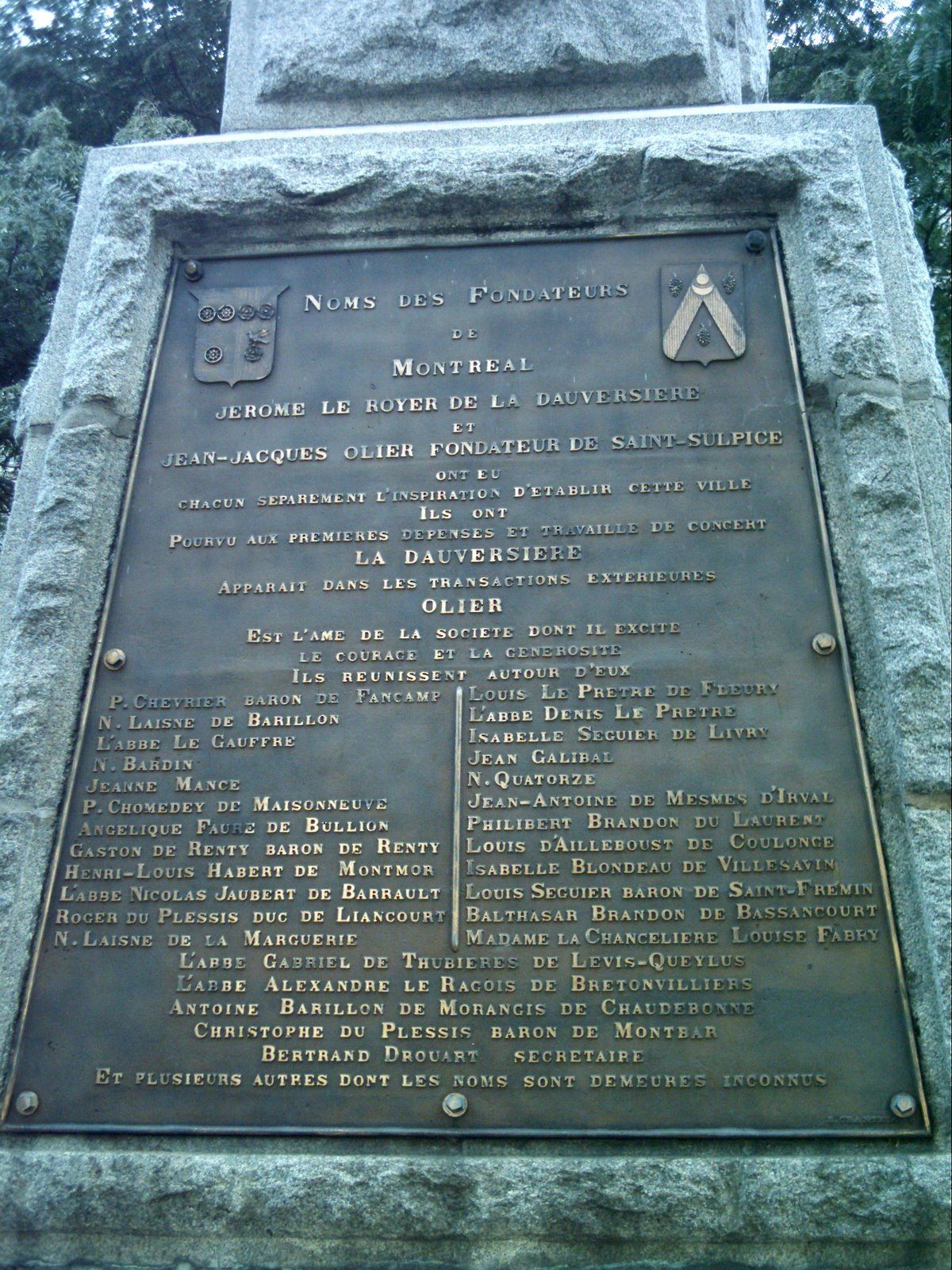
Gedenktafel mit den Namen der Gründer

Die Société Notre-Dame de Montréal (vollständiger Name: Société de Notre-Dame de Montréal pour la conversion des Sauvages de la Nouvelle-France, dt. „Gesellschaft Unserer Lieben Frau von Montreal für die Bekehrung der Wilden Neufrankreichs“) war eine religiöse Laiengemeinschaft, die von 1639 bis 1663 existierte. Sie war verantwortlich für die Gründung der Siedlung Ville-Marie in Neufrankreich, aus der sich die kanadische Stadt Montreal entwickelte.

## Geschichte
Begründer der Gesellschaft waren der Steuerbeamte Jérôme Le Royer de La Dauversière und der Priester Jean-Jacques Olier (späterer Gründer des Sulpizianerordens). Sie planten ein idealistisch-utopisches Siedlungsprojekt in Neufrankreich, um die indianischen Ureinwohner zum Christentum zu bekehren. Zu diesem Zweck sollte auf der Île de Montréal eine Siedlung errichtet werden. Verschiedene Gönner unterstützten das Vorhaben mit insgesamt 25.000 Livres.
Le Royer erwarb von der Compagnie de la Nouvelle France, die damals das Handelsmonopol in Neufrankreich besaß, im Namen der Gesellschaft die Grundherrschaft über die Île de Montréal. Der Offizier Paul Chomedey de Maisonneuve sollte das Kolonisationsprojekt anführen und als Gouverneur amtieren. Die Krankenpflegerin Jeanne Mance, die sich finanzielle Unterstützung aus anderen Quellen sicherte, hatte vor, ein Krankenhaus zu errichten. Am 9. Mai 1641 stachen Maisonneuve, Mance und rund vierzig weitere Kolonisten von La Rochelle aus in See. Mehr als ein Jahr später, am 17. Mai 1642, erreichten sie ihr Ziel und gründeten Ville-Marie.
In den ersten Jahren war die Siedlung wiederholt Angriffen der Irokesen ausgesetzt und konnte sich kaum entwickeln. Erst als Maisonneuve 1653 in Frankreich rund hundert weitere Kolonisten anwarb, konnte das langfristige Überleben von Ville-Marie gesichert werden. Der Tod von Olier im Jahr 1657 und von Le Royer im Jahr 1659 brachte die Gesellschaft in finanzielle Nöte. Sie wurde 1663 aufgelöst und die Grundherrschaft ging an die Sulpizianer über.